# Ferkessédougou (underprefektur)
Ferkessédougou är en underprefektur i Elfenbenskusten. Den ligger i departementet med samma namn, i den centrala delen av landet, 280 km norr om huvudstaden Yamoussoukro.